# Fujiwara no Hirotsugu
Fujiwara no Hirotsugu (藤原広嗣, , 715 - 740)  foi um nobre membro da Corte do período Nara da história do Japão . Líder do  ramo Shikike  do Clã Fujiwara.  

## Vida
Hirotsugu foi o primeiro filho de Fujiwara no Umakai ; e sobrinho da Imperatriz Komyo, consorte do Imperador Shōmu 

## Carreira
Em 738 Hirotsugu foi nomeado Dazai Daini (大宰大弐, Assistente do Vice-rei de Dazaifu), em Kyushu 
Em 740 lidera 17.000 homens em uma revolta . As origens desta rebelião podem ser rastreadas até a epidemia de varíola de 735-737, que resultou além de outras milhares, na morte dos quatro altos funcionários Fujiwara (Umakai e seus irmãos). O Clã Fujiwara a partir daí foi ofuscados por uma camarilha liderada por Tachibana no Moroe. Vários membros do Clã Fujiwara, foram transferidos (rebaixados) para cargos em províncias distantes. Foi o caso de Hirotsugu que passou a acreditar que a única forma dos Fujiwara restaurarem seu poder seria pela ação militar. Mas sua rebelião falhou. 
Capturado foi decapitado, sua morte marcou o fim do ramo Shikike e o início da influência do Ramo Nanke dentro do Clã Fujiwara 